# Liam Fox
Liam Fox, nacido el 22 de septiembre de 1961, es político británico del partido Conservador y actual secretario de Estado de Comercio Internacional del Reino Unido. Desde 1992 ha sido miembro de la cámara de los Comunes por Woodspring.

## Biografía
Nació en East Kilbride en Escocia, estudió la medicina en la Universidad de Glasgow y recibió su licenciatura (MB ChB) en 1983; después ejerció como médico. Fox luchó por el escaño de Roxburgh y Berwickshire en Escocia, en las elecciones generales de 1987. Después, el 1992 fue elegido miembro del Parlamento por Woodspring, una circunscripción en el condado de Somerset. y nombrado como subsecretario de Estado al departamento de Asuntos Exteriores.
En 1997, después de la victoria electoral del partido Laborista de Tony Blair, Fox fue nombrado portavoz de su partido para los Asuntos Constitucionales; en 1999 fue nombrado en el gabinete en la sombra. Entre 1999 y 2003 fue portavoz de su partido para la Salud, entre 2003 y 2005 para los Asuntos Exteriores, y desde 2005 para la Defensa. En 2005 fue candidato en las elecciones para el líder del partido Conservador. Ganó 51 votos, comparado con 90 para David Cameron y 57 para David Davis. Nombrado en 2010 secretario de Estado de la defensa en el gobierno de coalición liderado por David Cameron, dejó su cargo ministerial el 14 de octubre de 2011.
Apoyó las guerras de Irak y Afganistán, y se opuso a la posesión de armas nucleares por parte de Irán, sin descartar una intervención militar contra ese país. Es proisraelí. 
Paralelamente a su labor como diputado, trabaja como asesor de la empresa WorldPR, con sede en Panamá.
Se casó en 2005 con Dra. Jesme Baird, una médica. Es amigo de la cantante Natalie Imbruglia.